# Statuia geniului „Leul”
Statuia geniului „Leul” este un monument din București, sector 6, situat la intersecția bulevardelor Iuliu Maniu și Geniului (în apropiere de Palatul Cotroceni). Numele ansamblului monumental a dat și numele pieței din apropierea acesteia, Piața Leu, precum și numele campusului studențesc din zonă, Campusul Studențesc Leu, care se află în clădirea în care, până la Revoluția din decembrie 1989, a funcționat Academia Ștefan Gheorghiu. 
Monumentul Eroilor Geniști din București a fost înălțat din inițiativa generalului Constantin Ștefănescu-Amza care, în calitate de comandant al Școalelor și Centrului de Instrucție al Geniului, a lansat atât operațiunile de colectare a fondurilor necesare, cât și organizarea concursului pentru stabilirea realizatorului.
Terenul pe care s-a ridicat statuia aparținuse, din 1926, ca urmare a decorării cu Ordinul „Coroana României” 1917, colonelului Grigore Georgescu (pe atunci, șef de stat major la Inspectoratul tehnic al Geniului), fiind donat statului pentru ridicarea unui monument închinat eroilor din Arma Geniu.
Monumentul a fost dezvelit la 29 iunie 1929 de către principele Nicolae al României, în cadrul unei grandioase festivități în prezența reprezentanților Casei Regale, a guvernului, a capilor oștirii, a unui mare număr de generali de geniu activi și în rezervă, a șefi lor serviciilor și comandamentelor unităților de geniu, a întregului corp ofițeresc și profesoral al Școlilor de Geniu și a tuturor elevilor acestora.
Monumentul este înscris, sub denumirea Monumentul eroilor din arma geniului - Leul, la poziția nr. 2326, cu codul  B-III-m-B-20010, în Lista monumentelor istorice, actualizată prin Ordinul ministrului Culturii și Cultelor în 2010.

## Descriere

Monumentul eroilor din arma geniului - Leul. Vedere din față.

Monumentul, cu denumirea completă Monumentul Eroilor din Arma Geniului, a fost realizat de sculptorul Spiridon Georgescu și turnat în bronz la Fabrica și turnătoria V.V. Rășcanu din București.
Elementul dominant al monumentului, reprezentând un leu, are o lungime de 5,40 m, o înălțime de 4,40 m și cântărește 6.000 kg. Leul este înfățișat stând pe o țeavă de tun și pe o cască, peste care este desfășurat un drapel de luptă, toate aparținând trupelor inamice. Simbolizează rezistența, dârzenia și vitejia de care a dat dovadă oștirea română în Primul Război Mondial, în campaniile din anii 1916-1918, în special în timpul încleștărilor dramatice de la Oituz, Mărășești și Mărăști.
În cele patru colțuri ale ansamblului statuar sunt reprezentați 4 soldați stând de strajă, echipați adecvat pentru îndeplinirea misiunilor de luptă: un cercetaș, un ceferist, un pontonier și un telefonist. Fiecare din aceste statui are 2,20 m înălțime și cântărește 1.200 kg.
Pe cele 4 părțile laterale ale soclului sunt montate patru metope reprezentând în basorelief aspecte din acțiunile caracteristice fiecărei specialități militare ale trupelor de geniu, dispuse pe fiecare latură a soclului principal, la nivelul părții inferioare a statuetelor, astfel:
- pe latura din față, construcția unor infrastructuri de cale ferată;
- pe latura stângă, organizarea trecerii unui curs de apă cu ambarcațiuni mobile și pe vase de echipaj;
- pe latura dreaptă, amenajarea unei poziții de apărare cu tranșee, rețele de sârmă și lucrări de nuielărie;
- pe latura din spate, realizarea și deservirea posturilor/centrelor telefonice și telegrafice;

În plus, pe laturile din stânga și dreapta a soculului principal, la nivelul părții superioare a statuetelor, sunt montate două embleme reprezentând semnul de armă al geniului, la acea vreme.
Pe fața dinspre piață a soclului se găsește inscripția:
| SPUNEȚI GENERAȚIILOR VIITOARE CĂ NOI AM FĂCUT SUPREMA JERTFĂ PE CÂMPURILE DE BĂTAIE PENTRU ÎNTREGIREA NEAMULUI |

În vremea comunismului, pentru mulți ani, inscripția fusese ciuntită, cuvintele pentru întregirea neamului fiind scoase, cuvinte care au fost reașezate la locul lor după ce revista Flacăra, condusă de Adrian Păunescu, a dus o campanie în sprijinul restaurării inscripției originale.
În partea inferioară, sub această inscripție, este un medalion de bronz, înconjurat de lauri, din care rezultă în cinstea cui s-a ridicat acest monument triumfal:
| EROILOR DIN ARMA GENIULUI 1913 1916-1919 |

## Galerie de fotografii

Ostaș cercetaș
Ostaș ceferist
Ostaș telefonist
Ostaș pontonier
Panou cu activități ale trupelor de pontonieri
Panou cu activități ale trupelor de căi ferate
Panou cu activități ale trupelor de geniu
Panou cu activități ale trupelor de transmisiuni
Panou cu emblema reprezentând semnul de armă al geniului